# Moreau River
Der Moreau River ist ein rechter Nebenfluss des Missouri River und ist etwa 320 km lang. Er fließt im US-Bundesstaat South Dakota. 
Die Santee-Dakota des Cheyenne River Sioux Tribe nannten den Fluss Hinhan Wakpa - ‘Owl River’.
Der Fluss entspringt in zwei Flussarmen in den Badlands von Harding County. Die Quelle des südlicher verlaufenden Armes liegt etwa 32 km westlich der Quelle des nördlichen Armes, der in der Nähe von Crow Buttes entspringt. Die beiden Arme verlaufen in OSO-Richtung und laufen im Süden des Perkins County zusammen. Der Moreau River fließt durch das Cheyenne River Indian Reservation, vorbei an den Orten Usta, Iron Lightning, Thunder Butte, Green Grass und Whitehorse. Er mündet im Lake Oahe in den Missouri.